# Harald Geppert
Harald Aloysius August Maria Geppert (Breslávia, 22 de março de 1902 – Berlim, 4 de maio de 1945) foi um matemático alemão.
Obteve um doutorado em 1923 na Universidade de Wrocław, orientado por Adolf Kneser.
Foi palestrante convidado do Congresso Internacional de Matemáticos em Bolonha (1928), Zurique (1932) e Oslo (1936).

## Obras
- com Siegfried Koller: Erbmathematik. Theorie der Vererbung in Bevölkerung und Sippe, Quelle & Meyer, Leipzig 1938
- Die Uniformisierung des arithmetisch-geometrischen Mittels, Jahresbericht der Deutschen Mathematiker-Vereinigung Volume 38, 1929, p. 73–82
- Über Gauss' Arbeiten zur Mechanik und Potentialtheorie, in: C. F. Gauß, Werke, Volume X,2, Springer 1922–1933
- Sugli invarianti adiabatici di un generico sistema differenziale, 3 Teile, Rend. della R. Accademia Nazionale dei Lincei, 1928
- Die Klassifikation der algebraischen Flächen, Jahresbericht der DMV, Volume 41, 1932, p. 18–39
- Wie Gauß zur elliptischen Modulfunktion kam, Deutsche Mathematik, Volume 5, 1940, p. 158–175
- Editor e tradutor: C. F. Gauß, Bestimmung der Anziehung eines elliptischen Ringes, Nachlaß zur Theorie des arithmetisch-geometrischen Mittels und der Modulfunktionen, Ostwald's Klassiker d. exakten Wiss. 225, Leipzig 1927